# Francesco Zampano
Francesco Zampano (Genova, 30 settembre 1993) è un calciatore italiano, difensore del Modena.

## Biografia
Ha un fratello gemello di nome Giuseppe, anch'egli calciatore, di cui è stato compagno di squadra sia alla Sampdoria che alla Virtus Entella.

## Caratteristiche tecniche
Terzino con spiccate doti offensive può giocare sia come terzino destro che come terzino sinistro e anche come esterno di centrocampo su entrambe le fasce. Intelligente tatticamente, fa della velocità e resistenza fisica la sua arma principale, dotato di buon controllo e recupero palla sul contrasto in piedi, sa egregiamente eseguire cross per i compagni in area.

## Carriera

### Club
Cresce nel settore giovanile della Sampdoria e vi rimane fino al 2010, anno in cui i blucerchiati lo cedono in prestito alla Virtus Entella insieme al suo fratello gemello Giuseppe, dove Zampano gioca per un anno nelle giovanili vincendo un Campionato Berretti. Nella stagione 2011-2012, dopo essere stato acquistato in compartecipazione dall'Entella, fa il suo esordio a livello professionistico in Lega Pro Seconda Divisione, categoria in cui disputa in totale 28 partite, 2 delle quali nei play-off. La squadra ligure a fine anno viene ripescata in Lega Pro Prima Divisione e Zampano, riscattato alle buste dall'Entella per 250.000 euro, gioca altre 23 partite.
Nell'estate del 2013, insieme ai compagni Filippo De Col e Daniele Borra, passa in comproprietà al Verona, società neopromossa in Serie A, che per la stagione 2013-2014 lo cede in prestito in Serie B alla Juve Stabia. Con la maglia delle Vespe Zampano gioca 33 partite nella serie cadetta e realizza 2 reti, le sue prime in carriera a livello professionistico. In seguito alla retrocessione della squadra campana torna al Verona, che per la stagione 2014-2015 lo cede in prestito al Pescara con il quale perde la finale play-off contro il Bologna. Il 23 luglio 2015 la società scaligera, lo cede a titolo definitivo al Pescara.
Il 28 gennaio 2018 la squadra abruzzese lo cede in prestito all'Udinese, dove ritrova Massimo Oddo che è stato suo allenatore ai tempi del Pescara. Debutta con l'Udinese il 4 febbraio 2018 nel pareggio interno per 1-1 contro il Milan disputando tutti i 90 minuti della gara.
Il 16 agosto 2018 viene ufficializzato il suo trasferimento in prestito con obbligo di riscatto al Frosinone.Esordisce con il Frosinone nella gara contro l'Atalanta (terminata 4-0 per i bergamaschi). Al termine della stagione viene riscattato dai ciociari. Segna il primo gol con i gialloblù nella vittoria per 4-0 contro l'Empoli.
Il 1º giugno 2022 firma un contratto triennale col Venezia con decorrenza dal 1º luglio seguente. Il 1º maggio 2023 segna la sua prima rete con i lagunari in occasione del successo per 5-0 sul Modena. Il 22 dicembre 2024 segna la sua prima rete in serie A nel successo per 2-1 contro il Cagliari.
A gennaio 2025, con la partenza di Joel Pohjanpalo, viene nominato nuovo capitano della squadra lagunare. Lascia il club veneto al termine della stagione 2024-2025, alla scadenza naturale del proprio contratto.
L'8 luglio 2025 firma un contratto con il Modena.

### Nazionale
Il 29 febbraio 2012 fa il suo esordio in Under-19, nazionale in cui ha giocato complessivamente 5 partite senza mai segnare; il 5 settembre dello stesso anno esordisce invece in Under-20, selezione in cui ha collezionato complessivamente 5 presenze senza reti. Nel 2013 è stato convocato dalla nazionale Under-21 per un'amichevole giocata contro la B Italia.

## Statistiche

### Presenze e reti nei club
Statistiche aggiornate al 24 maggio 2025.
| Stagione              | Squadra               | Campionato            | Campionato | Campionato | Coppe nazionali | Coppe nazionali | Coppe nazionali | Coppe continentali | Coppe continentali | Coppe continentali | Altre coppe | Altre coppe | Altre coppe | Totale | Totale |
| Stagione              | Squadra               | Comp                  | Pres       | Reti       | Comp            | Pres            | Reti            | Comp               | Pres               | Reti               | Comp        | Pres        | Reti        | Pres   | Reti   |
| --------------------- | --------------------- | --------------------- | ---------- | ---------- | --------------- | --------------- | --------------- | ------------------ | ------------------ | ------------------ | ----------- | ----------- | ----------- | ------ | ------ |
| 2011-2012             | Virtus Entella        | 2D                    | 26+2       | 0          | CI+CI-LP        | 0+0             | 0               | -                  | -                  | -                  | -           | -           | -           | 28     | 0      |
| 2012-2013             | Virtus Entella        | 1D                    | 23         | 0          | CI+CI-LP        | 2+0             | 0               | -                  | -                  | -                  | -           | -           | -           | 25     | 0      |
| Totale Virtus Entella | Totale Virtus Entella | Totale Virtus Entella | 49+2       | 0          |                 | 2               | 0               |                    | -                  | -                  |             | -           | -           | 53     | 0      |
| 2013-2014             | Juve Stabia           | B                     | 33         | 2          | CI              | 1               | 0               | -                  | -                  | -                  | -           | -           | -           | 34     | 2      |
| 2014-2015             | Pescara               | B                     | 33+5       | 0          | CI              | 0               | 0               | -                  | -                  | -                  | -           | -           | -           | 38     | 0      |
| 2015-2016             | Pescara               | B                     | 34+4       | 1          | CI              | 2               | 0               | -                  | -                  | -                  | -           | -           | -           | 40     | 1      |
| 2016-2017             | Pescara               | A                     | 34         | 0          | CI              | 2               | 0               | -                  | -                  | -                  | -           | -           | -           | 36     | 0      |
| 2017-gen. 2018        | Pescara               | B                     | 11         | 0          | CI              | 2               | 0               | -                  | -                  | -                  | -           | -           | -           | 13     | 0      |
| gen.-giu. 2018        | Udinese               | A                     | 6          | 0          | CI              | 0               | 0               | -                  | -                  | -                  | -           | -           | -           | 6      | 0      |
| ago. 2018             | Pescara               | B                     | -          | -          | CI              | 1               | 0               | -                  | -                  | -                  | -           | -           | -           | 1      | 0      |
| Totale Pescara        | Totale Pescara        | Totale Pescara        | 112+9      | 1          |                 | 7               | 0               |                    | -                  | -                  |             | -           | -           | 128    | 1      |
| 2018-2019             | Frosinone             | A                     | 27         | 0          | CI              | -               | -               | -                  | -                  | -                  | -           | -           | -           | 27     | 0      |
| 2019-2020             | Frosinone             | B                     | 19+3       | 1          | CI              | 3               | 0               | -                  | -                  | -                  | -           | -           | -           | 25     | 1      |
| 2020-2021             | Frosinone             | B                     | 35         | 1          | CI              | 1               | 0               | -                  | -                  | -                  | -           | -           | -           | 36     | 1      |
| 2021-2022             | Frosinone             | B                     | 33         | 2          | CI              | 1               | 0               | -                  | -                  | -                  | -           | -           | -           | 34     | 2      |
| Totale Frosinone      | Totale Frosinone      | Totale Frosinone      | 114+3      | 4          |                 | 5               | 0               |                    | -                  | -                  |             | -           | -           | 122    | 4      |
| 2022-2023             | Venezia               | B                     | 33+1       | 1          | CI              | 1               | 0               | -                  | -                  | -                  | -           | -           | -           | 35     | 1      |
| 2023-2024             | Venezia               | B                     | 35+3       | 1          | CI              | 1               | 0               | -                  | -                  | -                  | -           | -           | -           | 39     | 1      |
| 2024-2025             | Venezia               | A                     | 24         | 1          | CI              | 1               | 0               | -                  | -                  | -                  | -           | -           | -           | 25     | 1      |
| Totale Venezia        | Totale Venezia        | Totale Venezia        | 92+4       | 3          |                 | 3               | 0               |                    | -                  | -                  |             | -           | -           | 99     | 3      |
| 2025-2026             | Modena                | B                     | 0          | 0          | CI              | -               | -               |                    | -                  | -                  |             | -           | -           | 0      | 0      |
| Totale carriera       | Totale carriera       | Totale carriera       | 407+18     | 10         |                 | 18              | 0               |                    | -                  | -                  |             | -           | -           | 443    | 10     |

## Palmarès

### Club

#### Competizioni giovanili
- Campionato Berretti: 1

Virtus Entella: 2010-2011